# Grégory Rateau
Grégory Rateau est un poète, écrivain et réalisateur français né le 29 septembre 1984 à Drancy.

## Biographie
Grégory Rateau débute en 2007 comme réalisateur et scénariste,. Il obtient un Master 2 Pro en cinéma à l'université Paris 1 Panthéon Sorbonne où il réalise un documentaire produit par Le musée du Louvre et les Films d'ici.
Sa poésie est publiée dans différentes revues en France, en Suisse, en Belgique, au Québec (Revue A, Le Cafard Hérétique,Traversées, Arpa, Verso, Place de la Sorbonne, Bleu d'encre...). L'écrivain et critique suisse Jean-Louis Kuffer salue son recueil Conspiration du réel et le poète français Alain Roussel en parle dans la rubrique coordonnée par Gérard Noiret, A l'écoute, pour la revue En attendant Nadeau. Esprit (revue) lui consacre également une recension dans son numéro de janvier 2023 "Tous antimodernes?".
Imprécations nocturnes, publié chez Conspiration Editions est encensé par Jean-Luc Favre dans ActuaLitté ainsi que dans la revue de poésie Poezibao, le livre a obtenu le prix Amélie-Murat en 2023, et le Prix Renée-Vivien 2023'. Un grand entretien lui est accordé sur Zone critique. Il est invité par l'Institut français de Roumanie pour en lire des extraits.
Son dernier recueil en date, Le Pays incertain, publié à La Rumeur libre éditions, préface de Alain Roussel, est le lauréat du Prix Rimbaud 2024 de la Maison de Poésie-Fondation Émile Blémont.
Ses poèmes figurent dans l'anthologie des Éditions Seghers "Esprit de résistance : L'année poètique 2025" du Le Printemps des poètes aux côtés de 118 poétes d'aujou'd'hui.
Il fait également des lectures sur scène lors de Festivals, comme le Festival Découvrir de Concèze 2023, le Festival Baie des plumes 2023, le Festival Sémaphore 2024 hommage à Arthur Rimbaud et Patti Smith, Le Festival de Sète Voix vives de Méditerranée en méditerranée 2024 ou encore à la Maison de la poésie de Paris pour le lancement du no 12 de la revue Place de la Sorbonne (revue de poésie), et à la Maison de la poésie Jean Joubert.
Après des voyages en Irlande, au Liban puis au Népal, il vit entre Paris et Bucarest où il est le rédacteur en chef et le directeur d'un média d'information en ligne, LePetitJournal de Bucarest,.
Il part en 2014 découvrir la Roumanie et écrit un récit inspiré de ses errances: Hors-piste en Roumanie,,. Le livre est traduit en roumain chez Polirom sous le titre Hoinar prin Romania. Jurnalul unui calator francez,,.
Son premier roman, Noir de soleil, raconte l'histoire de deux amants maudits au cœur d'un conflit armé à Tripoli au Liban. Ce roman est sélectionné au Prix France/Liban 2020. Philippe Chauché en fait une critique élogieuse pour la Cause littéraire.

## Œuvres

### Récit et roman
- Grégory Rateau, Hors-piste en Roumanie : Récit du promeneur, L'Harmattan, 2016, 208 p. (ISBN 2343093598, lire en ligne). Ouvrage traduit en roumain en 2020 sous le titre Hoinar prin România. Jurnalul unui călător francez (Editura Polirom)
- Grégory Rateau, Noir de Soleil, éditions Maurice Nadeau, coll. « Lettres Nouvelles », 2020, 174 p., 13cm x 21cm (ISBN 2862312908, EAN 9782862312903).

### Poésie
- Conspiration du réel[38], recueil de poésie édité aux Editions Unicité, 2022, 82 p, 15 cm × 21 cm, préface de Catherine Dutigny (ISBN 978-2-37355-709-1).
- Nemo, avec Jacques Cauda (poèmes/illustrations) édité à RAZ éditions, 2022, 38 p, 12 cm x 18 cm  (ISBN 978-2-37517-032-8).
- Imprécations nocturnes, éditions Conspiration, 2022, 80 p, 10 cm x 15 cm, préface de Jean-Louis Kuffer  (ISBN 979-10-95550-42-6).
- Pour qui parle le poète?, hors-série entièrement consacré à la poésie de Grégory Rateau aux Editions La Page blanche, 2023, 45 p. 17,8 × 11,1 cm  (ISBN 978-2-9583709-2-3).
- De mon sous-sol, éditions Tarmac, 2024[39],[40].
- Le pays incertain, La Rumeur Libre éditions, 2024, 64 p, 141 cm x 192 cm, préface de Alain Roussel  (ISBN 978-2-35577-338-9).

### Anthologies et ouvrages collectifs
- « La sieste et autres poèmes », dans Revue A no 11, MARSA Publications, p. 141-150, juin-septembre 2021, 212 p.  (ISBN 979-10-92448-44-3),  (ISSN 1270-9131).
- Revue Points et contrepoints no 2 : Joyce Mansour, Poèmes de Grégory Rateau, éditée par Editions d'Encre Ardente, p. 35 à p. 40, Hiver-Printemps 2021-2022, 91 p.
- Anthologie Le désir[41], Poème "Beyrouth by night" de Grégory Rateau, éditée par Scudo Editions, la Maison de la poésie en Corse et Le Printemps des poètes 2021, p. 92-93, janvier 2022.
- Revue ARPA 137-138, poèmes de Grégory Rateau, octobre 2022, numéro double,
- Place de la Sorbonne (revue de poésie) no 12, poèmes de Grégory Rateau avec une analyse de son travail par le poète Laurent Fourcaut, 2023, 364 p., 17,5 × 24,5 cm  (ISBN 979-10-231-0754-8)[42].
- Anthologie Ces instants de grâce dans l'éternité, Editions Le Castor astral, textes réunis par Jean-Yves Reuzeau autour de 116 poètes sur le thème de la Grâce du Le Printemps des poètes 2024, 499 p. 19 × 13 cm  (ISBN 9791027803712)[43],[44],[45].
- Anthologie Génération manifeste, Editions Manifeste, 9 auteurs de la nouvelle scène contemporaine 2024, 120 pages  (ISBN 978-2492908309)[46].
- Anthologie Voix Vives de méditerranée en méditerranée 2024, Éditions Bruno Doucey, 224 pages  (ISBN 978-2-36229-485-3).
- Anthologie Esprit de résistance : L'année poètique Éditions Seghers, dirigé par Jean-Yves Reuzeau, 118 poètes d'aujourd'hui, 2025, 400 pages  (ISBN 978-2232148095).

### Préface
- Pourquoi écrire ? Préface du recueil posthume de Gérard Lemaire, édité aux Editions Unicité, 2023, 92 p, 15 x 21  (ISBN 978-2-37355-832-6).
- La lumière plus intense. Préface de Grégory Rateau au recueil de Thibault Biscarrat, édité par Le Nouvel Athanor, 2023, 106p, 15 x 20  (ISBN 9782356231123).
- Ensauvagement. Préface de Grégory Rateau au recueil de Vincent Calvet, édité par Les éditions Rafael de Surtis[47] , 2024, 12 x 19 cm, 90 p  (ISBN 9782846725842).

### Cinéma
- 2007 : Les Larmes blanches, réalisateur (court-métrage).
- 2008 : L'Empreinte des lieux, réalisateur (court-métrage).
- 2013 : Ziad, court-métrage coréalisé et coécrit avec Sarah Taher.

## Nominations, sélections - Prix et Distinctions
Littérature
- Sélectionné au Prix France-Liban 2020[48] pour son roman Noir de soleil publié chez Éditions Maurice Nadeau.
- Sélectionné au Prix de la Maison de la poésie en Corse et du Le Printemps des poètes 2021 pour son poème Beyrouth by nigh[49].
- Le prix francophone de Poésie Amélie-Murat[50] lui est attribué en 2023 pour son recueil "Imprécations Nocturnes", aux Éditions Conspirations[10].
- Le Prix Renée-Vivien[51] de poésie lui est attribué en 2023 pour son recueil "Imprécations Nocturnes" chez Conspiration éditions
- Sélectionné pour "Imprécations Nocturnes" au prix Robert Ganzo 2024 du Festival Étonnants Voyageurs[52](président Alain Borer).
- Le Prix Rimbaud 2024 de la Maison de poésie lui est attribué pour Le Pays incertain[53].

Cinéma
- Au Festival du court-métrage méditerranéen de Tanger 2013 : compétition internationale pour Ziad[54].
- Au Malmo Arab Film Festival 2013 : compétition internationale pour Ziad[54].
- Au Festival du film libanais 2014 : sélection pour Ziad[55]
- À la 9e édition du Festival international du film oriental de Genève (FIFOG 2014) pour Ziad[56],[57].